# Ulaanbadrakh
Ulaanbadrakh (tiếng Mông Cổ: Улаанбадрах) là một sum của tỉnh Dornogovi ở miền đông Mông Cổ. Vào năm 2009, dân số của sum là 1.543 người.

## Địa lý
Sum có diện tích khoảng 11.370,92 km2. Trung tâm sum, Nuden, nằm cách tỉnh lỵ Sainshand 133 km và thủ đô Ulaanbaatar 590 km.

### Khí hậu
Ulaanbadrakh có khí hậu hoang mạc. Nhiệt độ trung bình hàng năm trong khu vực là 8 °C. Tháng ấm nhất là tháng 8, khi nhiệt độ trung bình là 28 °C và lạnh nhất là tháng 1, với −17 °C. Lượng mưa trung bình hàng năm là 195 mm. Tháng ẩm ướt nhất là tháng 6, với lượng mưa trung bình là 43 mm, và khô nhất là tháng 1, với 1 mm.

## Kinh tế
Sum có một trường học, bệnh viện và khu du lịch.